# Mozart Bicalho
Mozart Bicalho, né le 16 décembre 1901 à Bom Jesus do Amparo et mort le  11 janvier 1986 à Belo Horizonte, est un guitariste, compositeur et poète brésilien.

## Biographie
Mozart Bicalho naît le 16 décembre 1901 à Bom Jesus do Amparo.
Son œuvre présente l'esthétique seresteira de son époque et met l'accent sur des genres musicaux tels que la valse et le choro. Certaines de ses paroles et de ses musiques sont par la suite officialisées comme hymnes de diverses municipalités du Minas Gerais, telles que Coronel Fabriciano, Santa Bárbara, Baldim, Dom Joaquim, Santana do Riacho, Serro et Bom Jesus do Amparo, sa patrie,,.

## Discographie
- 1929 - Alma de artista / Tuim, tuim
- 1929 - Divagações / Currupacos, papacos
- 1929 - Usca moleque / Fête d'Itambé
- 1930 - Dança das pulgas / Reminiscências de Santa Alda
- 1930 - Odeon / Gotas de lágrimas
- 1931 - Toada bonita de Marambá / Cidade
- 1931 - Peba / Meditação
- 1931 - Piau, piau / Evocação
- 1940 - Coração de mãe / Choro sete